# Djedkhonsouefânkh
Djedkhonsouefânkh est un grand prêtre d'Amon à Thèbes en vers 1046-1045 avant l'ère commune, entre ses frères Masaharta et Menkhéperrê.

## Attestation
Son existence n'est connu que par la simple mention de son nom sur le cercueil de son fils (aujourd'hui perdu). On peut y lire, selon Cecil Torr : « [...]rê, fils du premier prophète d'Amon, Djed-Khonsou-ef-ânkh, fils du Seigneur des Deux Terres, Pinedjem, Bien-aimé d'Amon, premier prophète d'Amon », le nom de Pinedjem étant entouré d'un cartouche.

## Généalogie
Cette attestation indique qu'il devait être le fils de Pinedjem Ier. Hénouttaouy Ire, épouse de Pinedjem Ier, porte le titre de « Mère du grand prêtre d'Amon » ; cela pourrait correspondre à Djedkhonsouefânkh, mais cela n'est pas certain. Isetemkheb Ire, autre épouse de Pinedjem Ier, pourrait être également sa mère.
Djedmoutesânkh, enterrée dans la tombe MMA 60 à Deir el-Bahari, pourrait être son épouse.
Djedkhonsouefânkh a donc eu un fils au nom perdu : ...rê.

## Biographie
Djedkhonsouefânkh semble succéder à son frère Masaharta en tant que grand prêtre d'Amon à Thèbes, alors que leur père Pinedjem Ier est co-roi à Thèbes et que Nesbanebdjed Ier est roi à Tanis. Son autre frère Menkhéperrê lui succède après un court pontificat qui semble avoir été tumultueux. Ce dernier a en effet indiqué sur la stèle dite du bannissement (en) qu'il est devenu grand prêtre d'Amon après des troubles ayant mené au bannissement des rebelles vers l'oasis de Kharga,.

### Théorie alternative
Cependant, Andrzej Niwiński a suggéré que Djedkhonsouefânkh n'était pas le fils de Pinedjem Ier, mais plutôt de Pinedjem II, et en tant que tel l'arrière-petit-fils de Pinedjem Ier. Niwiński l'identifie avec le principal fonctionnaire mentionné avec les sépultures de Neskhons en l'an V du roi Siamon et de Pinedjem II en l'an X du même roi. Il postule que Psousennès II (dans ce modèle, son frère), qui aurait succédé à son père Pinedjem II en tant que grand prêtre et a réussi à unir ce titre à celui de roi, a demandé à Djedkhonsouefânkh d'être son adjoint à Thèbes. Le titre de grand prêtre sur son cercueil aurait ensuite été donné à titre posthume par son fils "[...]rê". Niwiński souligne également que les noms théophores comme Djedkhonsouefânkh apparaissent principalement très tard dans la XXIe dynastie. Toutefois, cette théorie est réfutée par Frédéric Payraudeau car Pinedjem II n'a jamais utilisé de cartouche, contrairement à Pinedjem Ier.